# Xã Center Grove, Quận Dickinson, Iowa
Xã Center Grove (tiếng Anh: Center Grove Township) là một xã thuộc quận Dickinson, tiểu bang Iowa, Hoa Kỳ. Năm 2010, dân số của xã này là 8.048 người.